# 1993 FO37
1993 FO37 är en asteroid i huvudbältet som upptäcktes den 19 mars 1993 av UESAC vid La Silla-observatoriet.